# Rudolf Muchka
Rudolf Muchka (* 14. září 1965) je bývalý český fotbalista, záložník.

## Fotbalová kariéra
V mládežnických kategoriích hrál za Spartak Choceň a Spartak Hradec Králové. V lize hrál za Sigmu Olomouc a RH Cheb. V roce 1992 odešel do nižší soutěže do Německa a po návratu hrál druhou ligu za LeRK Prostějov. V lize odehrál 151 utkání a dal 9 gólů. V evropských pohárech nastoupil ve 2 utkáních. Za reprezentaci do 21 let nastoupil v 7 utkáních.